# Сладкая сказка
«Сладкая сказка» — советский кукольный мультфильм, снятый в 1970 году режиссёром Владимиром Дегтярёвым. Один из его познавательных фильмов, адресованных самым маленьким, рассказывающий об увлекательности кондитерского производства.

## Сюжет
Главный герой мультфильма — маленький и очень жадный дракончик-сластёна. Он съел все продукты в своём доме и отправился на день рождения к плюшевому медвежонку. Придя к нему домой самым первым из гостей, Дракоша сразу принялся поедать все сладости Мишутки, даже не подарив ему подарок. Когда дракончик съел всё, что мог, вместе с остальными Мишуткиными гостями (куклой Алёнкой и Щенком) они отправились через телевизор на кондитерскую фабрику.
Там Дракоша совсем потерял контроль над собой и принялся поедать все сладости, но не рассчитал своих сил и попал в чан с шоколадом. Остальные друзья спасли его, несмотря на Дракошину жадность и грубость. Вернувшись домой, кукла Алёнка, медвежонок и Щенок благодарят сказку за интересное путешествие. После этого Дракоша признаётся, что «неправильно делил — мне мне мне, всё мне одному… Надо делить так: всем — поровну». Друзья бегут на прогулку, но на улице уже опустился вечер, и на небе зажглись звёзды. Они начали падать в лапки дракончика, и он подарил по одной звезде всем, кроме себя. Наконец упала последняя звезда, и он произнёс: «А это мне… нет! Это — вам!» С этими словами подобревший Дракоша дарит звезду своим юным зрителям.

## Создатели
| авторы сценария      | Генрих Сапгир, Геннадий Цыферов                                         |
| режиссёр             | Владимир Дегтярёв                                                       |
| художник-постановщик | Анатолий Курицын                                                        |
| оператор             | Николай Соловцов                                                        |
| композитор           | Карен Хачатурян                                                         |
| звукооператор        | Георгий Мартынюк                                                        |
| мультипликаторы      | Майя Бузинова, Иосиф Доукша, Павел Петров                               |
| роли озвучивали      | Клара Румянова, Тамара Дмитриева, Бронислава Захарова, Юрий Хржановский |